# Kim Jin-ho
Kim Jin-ho (1º dicembre 1961) è un'ex arciera sudcoreana vincitrice della medaglia di bronzo alle Olimpiadi di Los Angeles 1984.

## Palmarès
- Giochi olimpici

Los Angeles 1984: bronzo nell'individuale.